# Adélaïde Auguié
Adélaïde Henriette Genet Auguié, född 1758, död 1794, var en fransk hovfunktionär. Hon var Femme de Chambre (kammarjungfru) till Frankrikes drottning Marie Antoinette. 
Hon var dotter till tjänstemannen Edme-Jacques Genet och Marie-Anne-Louise Cardon, och syster till Henriette Campan, som var en av drottningens kammarjungfrur, och Julie Rosseau (1753-1828), som var en av vice-guvernanterna till Marie Antoinettes äldste son. Hon gifte sig 1780 med tjänstemannen Pierre César Auguié och blev mor till Aglaé Auguié.
Hon utsågs 1779 till en av drottningens kammarjungfrur, Femme de Chambre. Dessa tjänade under Première femme de Chambre, en tjänst som var uppdelad på fyra personer: Julie Louise Bibault de Misery, Henriette Campan, Marie-Élisabeth Thibault och Quelpée La Borde Regnier de Jarjayes. Marie Antoinette kallade henne för "Min lejoninna" eftersom hon var så lång. 
Adélaïde Auguié och hennes kollega Marie-Élisabeth Thibault var de två kammarjungfrur som satt uppe och vakade över Marie Antoinette natten efter kvinnotåget till Versailles. När folkmassan bröt sig in i slottet under natten och attackerade drottningens sovrum, var det Thibault som väckte Marie Antoinette och Auguié som hörde vakternas varningsrop och blockerade sovrumsdörren, innan de alla tre flydde. 
Auguié var kvar i tjänst fram till Stormningen av Tuilerierna, då hon och hennes syster båda tilläts lämna slottet oskadda. Under skräckväldet efterlystes Adélaïde Auguié. Hon begick självmord genom att kasta sig genom ett fönster. 
Det finns flera välkända porträtt bevarade av henne. 